# Панахов, Неймат Ахад оглы
Неймат Ахад оглы Панахов (Панахлы) (азерб. Nemət Əhəd oğlu Pənahlı; род. 1962) — азербайджанский политик, деятель азербайджанского национально-освободительного движения, активист Народного фронта Азербайджана.
Неймат Панахов родился в 1962 году в Нахичеванской АССР. Работал слесарем на заводе им. Саттархана в Баку. В ноябре 1988 года Панахов возглавил комитет непрерывного митинга на площади им. Ленина, после разгона которого в начале декабря был арестован и заключён на несколько месяцев.
В 1989 году 31 декабря организовал массы простых граждан Нахичевани на разрушение разъединявшей азербайджанцев советско-иранской границы. В тот же день 31 декабря был объявлен Днём солидарности азербайджанцев мира.
В январе 1990 года среди лидеров Народного фронта занимал наиболее радикальную позицию, призывал к выселению армян «ради их собственной безопасности».
После трагических событий в январе 1990 года, эмигрировал в Иран, затем спустя время — в 1993 году — стал советником президента Азербайджана.
В 1995 году подал в отставку с занимаемой должности.
В 2010 году вернулся в большую политику и создал Партию национальной государственности Азербайджана.
В начале 2011 года арестован и осуждён на шесть лет лишения свободы по обвинению «хулиганство».
Панахов был помилован 17 марта 2016 года указом об амнистии, президента Ильхама Алиева.